# Ји Сун Син
Ји Сун Син (енгл. Yu-Sun Sin) био је корејски адмирал из 16. века, проналазач прве оклопњаче која је због свог изгледа названа брод корњача.

## Каријера
Ји Сун Син је у пролеће 1592, на челу ескадре бродова корњача, потпуно поразио Јапанце који су се искрцали на југоисточну обалу Кореје и приморао их на повлачење. Док је јапанска војска на копну у првим месецима рата низала победе и лако освојила Сеул и Пјонгјанг, од 1. маја до 1. септембра 1592 (по лунарном календару) флота адмирала Ји-а победила је јапанску морнарицу у 10 битака, уништивши преко 200 јапанских бродова без губитака са корејске стране, и потпуно пресекла снабдевање јапанским копненим снагама у Кореји. У десетом месецу 1593. адмирал Ји постављен је за врховног команданта корејске морнарице. Пред другу јапанску инвазију (1597) привремено је пао у немилост (као резултат јапанских интрига, политичких странака на корејском двору и краљевог неповерења) и деградиран до обичног војника, али је након јапанског искрцавања и катастрофалног пораза корејске флоте код Чилчолјанга рехабилитован. Са само 12 преосталих бродова тукао је Јапанце код Мјонгјанга, поново преокренувши ток рата на страну Кореје.У последњој бици против Јапанаца, код Норјанга (1598) је подлегао задобијеним ранама.